# (30776) 1987 QY
1987 كيو واي (ويعرف أيضًا باسم (30776) 1987 كيو واي وفق تسمية الكوكب الصغير) (بالإنجليزية: 1987 QY)‏ هو كويكب ضمن حزام الكويكبات؛ وترتيبه 30776 من حيث الاكتشاف.
اكتُشف هذا الجُرم الفلكي بواسطة اليانور إف. هيلين في 24 أغسطس 1987.

## وصلات خارجية
- (30776) 1987 QY في قاعدة بيانات مختبر الدفع النفاث لأجرام النظام الشمسي الصغيرة

- الاكتشاف · مخطط المدار ·  العناصر المدارية · المعلمات المادية

- (30776) 1987 QY على موقع ويكي سكاي: DSS2, SDSS, GALEX, IRAS, Hydrogen α, X-Ray, Astrophoto, Sky Map, Articles and images